# Waldemar Szuba
Waldemar Szuba (ur. 3 sierpnia 1973 we Wrocławiu) – polski żużlowiec.
Licencję żużlową zdobył w 1989 r. w barwach Sparty Wrocław. Klub ten reprezentował do 1995 r. oraz w 1997 r., w innych latach startował w J.A.G. Speedway Łódź (1996), Iskrze Ostrów Wielkopolski (1998), ŻKS Krosno (1999) i Starcie Gniezno (2000). Trzykrotnie zdobył tytuły drużynowego mistrza Polski (1993, 1994, 1995), był również medalistą rozgrywek o drużynowy Puchar Polski (1993 – srebrnym, 1997 – brązowym).
Trzykrotnie awansował do finałów indywidualnych mistrzostw Polski (Toruń 1991 – XIII m., Tarnów 1992 – XV m., Tarnów 1994 – V m.). Uczestnik finału mistrzostw Polski par klubowych (Bydgoszcz 1997 – V m.). Dwukrotny brązowy medalista młodzieżowych drużynowych mistrzostw Polski (Bydgoszcz 1992, Wrocław 1993). Finalista turniejów o "Brązowy" (seria turniejów 1991 – II m., Krosno 1992 – V m.) oraz "Srebrny Kask" (Gorzów Wielkopolski 1994 – XV m.).